# رموز كندا الوطنية
رموز كندا الوطنية هي الرموز التي تُستخدم في كندا وخارجها من أجل تمثيل الدولة وشعبها. وبشكل بارز يعود استخدام ورقة القيقب كرمز كندي إلى أوائل القرن الثامن عشر، كما أنه مرسوم على أعلام كندا الحالية والسابقة وعلى البنس وشعار النبالة (أو الشعار الملكي).
ويرمز التاج إلى المملكة الكندية, ويظهر على شعار النبالة (يستخدمه أعضاء البرلمان ووزراء الحكومة، وعلم الحاكم العام,، وشعارات النبالة الخاصة بالعديد من المقاطعات والأقاليم، وشارات العديد من الإدارات الفدرالية والقوات المسلحة الكندية والكلية العسكرية الملكية الكندية شرطة الخيالة الملكية الكندية (RCMP)، والعديد من الحشودالعسكرية والقوات الشرطية الأخرى، وعلى المباني بالإضافة إلى بعض علامات الطرق السريعة ولوحات الرخص المعدنية. وأيضًا تظهر صورة الملكة في المباني الحكومية الكندية والمنشآت والمدارس العسكرية وعلى الطوابع الحكومية والعملات الورقية فئة 20 دولارًا، وجميع العملات المعدنية.

## قائمة الرموز
لا تمتلك كندا زهرة وطنية،, ولا يعتبر قماش الترتان أو أوراق القيقب، أو الختم الأعظم رموزًا رسمية.
| الرمز              | الصورة                                | تاريخ ظهوره                                 |
| ------------------ | ------------------------------------- | ------------------------------------------- |
| الراية الملكية     |                                       | سبتمبر 2023                                 |
| راية النائب الملكي |                                       | اعتُمد في 1981                               |
| العلم الوطني       |                                       | 15 فبراير 1965                              |
| الشفرة الملكية     |                                       | 2024                                        |
| النبالة الملكية    |                                       | 21 نوفمبر 1921                              |
| النبالة الملكية    |                                       | 21 نوفمبر 1921                              |
| النشيد الملكي      | "فليحفظ الله الملكة"                  | 1867 (يعود تاريخ الأغنية لعام 1744)         |
| النشيد الوطني      | "يا كندا" (O Canada)                  | 1 يوليو 1980 (يعود تاريخ الأغنية لعام 1880) |
| الشعار الوطني      | A Mari Usque Ad Mare (من البحر للبحر) | 21 نوفمبر 1921                              |
| الألوان الوطنية    |                                       | 21 نوفمبر 1921 بأمر من الملك جورج الخامس    |
| شجرة               | القيقب                                | 1996                                        |
| رمز وطني إضافي     | ورقة القيقب                           | حوالي 1860                                  |
| حيوان              | القندس                                | 1975                                        |
| حيوان              | الحصان الكندي                         | 2002                                        |
| الرياضة الوطنية    | اللكروس (في الصيف)                    | 12 مايو 1994                                |
| الرياضة الوطنية    | لعب الهوكي على الجليد (في الشتاء)     | 12 مايو 1994                                |
| الترتان            | ترتان أوراق القيقب                    | 9 مارس 2011                                 |

## الحواشي
1. 1 2 3 4 5  "The Crown in Canada". Department of Canadian Heritage. مؤرشف من الأصل في 2013-06-28. اطلع عليه بتاريخ 2011-07-27.
2. ↑  "Floral Emblems of Canada - A Bouquet". Canadian Heritage. 21 مارس 2009. مؤرشف من الأصل في 2013-06-20. اطلع عليه بتاريخ 2013-04-03.
3. 1 2  "Other symbols of Canada". The Department of Canadian Heritage. مؤرشف من الأصل في 2013-06-20. اطلع عليه بتاريخ 2011-07-27.
4. 1 2 3 4 5 6 7 8 9  "Official symbols of Canada". The Department of Canadian Heritage. مؤرشف من الأصل في 2013-06-29. اطلع عليه بتاريخ 2011-07-27.
5. ↑  "The arms of Canada". Department of Canadian Heritage. مؤرشف من الأصل في 2013-07-27. اطلع عليه بتاريخ 2011-07-27.
6. ↑  "National Sports of Canada Act, CHAPTER N-16.7". Code of Canada. Government of Canada. 12 مايو 1994. مؤرشف من الأصل في 2014-07-03.

## وصلات خارجية
- Canadian Heritage: The Symbols of Canada نسخة محفوظة 7 أغسطس 2011 على موقع واي باك مشين.